# 虬江路
虬江路，横贯中國上海市虹口區与静安区（原闸北区）的一条马路。东起虹口区四川北路，西至闸北区共和新路，罗浮路—新广路一线以东属虹口辖区，以西为新静安（原属闸北）辖区。虬江路在上海以销售二手电器闻名。

## 历史
“虬江”一词为吴语“旧江”的讹音，虬江原为吴淞江（即苏州河）的故道（今天在市北杨浦一带仍有虬江，其与黄浦江交界处有虬江码头）。明代，该河道严重淤积，因而改道，原河道遂称之为旧江。虬江的流向大致为：从今虬江路至沈家湾（现哈尔滨路），从沙泾港，至屈家桥，然后向东北流入今天杨浦的走马塘。因其是自然河道与历史原因，故而在很长时期一直被上海市民视作是上海的众多地理分界线的一条。清朝雍正年间，上海县与宝山县县境以此江作为分界线，江南为上海县，江北为宝山县。1842年，上海开埠后，随着租界的逐步扩大，至1899年，公共租界最后一次扩张，公共租界已北抵武进路、虬江路一带。于是，虬江又成为公共租界与华界的分界线。
1914年（民国三年）后，由于河道逐渐堙没，于是政府当局开始填河筑路。将潭子湾至俞泾浦之间陆续填没，筑成虬江路。1920年后，虬江路、四川北路东侧至虬江路、淞沪铁路东一段填没，筑成今天的虬江支路（2002年，四川北路公园建设时已改称衡水路）。

## 虬江路的旧货市场

### 1927年至1949年
自1914年，虬江被填河筑路之后，由于处于华界与公共租界交界处，双方行政部门都对此处管理不严，加之该路连接当时的上海北站，于是虬江路逐步成为上海的洋货旧货市场以及黑市市场。尽管1927年上海特别市成立，宝山县的南部被划进了上海特别市，虬江路就不再是上海与宝山的边界线了，但由于上海站的繁忙，来往的客流和大量外来人员给虬江路依然带来大量的商机
。
中国近代著名的买办和实业家叶澄衷当年便是从虬江路发家，叶澄衷曾经在虬江路上出售了大量外国轮船上的旧五金与旧工具。由于这些旧器具都是进口货，在当时价值不斐。不过如果在租界公开出售，往往会被工部局进行干涉。因而像虬江路这样的地区成为了最好的销售地点。
直至抗战前，广东街（今新广路）至龚家宅路、中州路一带已摊头林立。此后规模逐步扩大，从虹口区南部偏西虬江支路上，东起四川北路，西至虬江路，占地约2000平方米。1945年抗战胜利后，因为是战败国的国民面临被遣返回国。日侨纷纷抛售大批家具什物。加之虹口一带为日本人在沪较大的聚居地（但并非日租界，上海实质上的租界只有公共租界和法租界），因而虬江路成为很好的销售场所，虬江路的旧货市场由此更为壮大。

### 1949年至1956年
解放后到1955年左右，由于随着经济形势的逐步好转。虬江路的旧货市场也发展到鼎盛时期，市场内店摊成市，生活、生产资料齐全，买卖修理兼有。据当时的统计，当年虬江路有大小旧货店88家，固定和流动摊贩314户，“交行”（用批发价交换旧货）26人，“天平担”（挑担收售旧货贩）389人，市场经营额每月达20万元左右，形成各业俱全的综合性旧货市场。

### 公私合营后至开放前
1956年公私合营时，政府将固定摊、店分别组建成五金工具、旧电料、旧油桶、旧油布、旧杂货五金、自行车、皮箱、旧木料等10家合作化商店。1959年以后，虬江路市场经过几次改组，至1976年合并成虬江支路废旧物资商店和虹口五金工具商店。但是期间，业务一度萎缩，盛况不复当年。

### 1978年以后

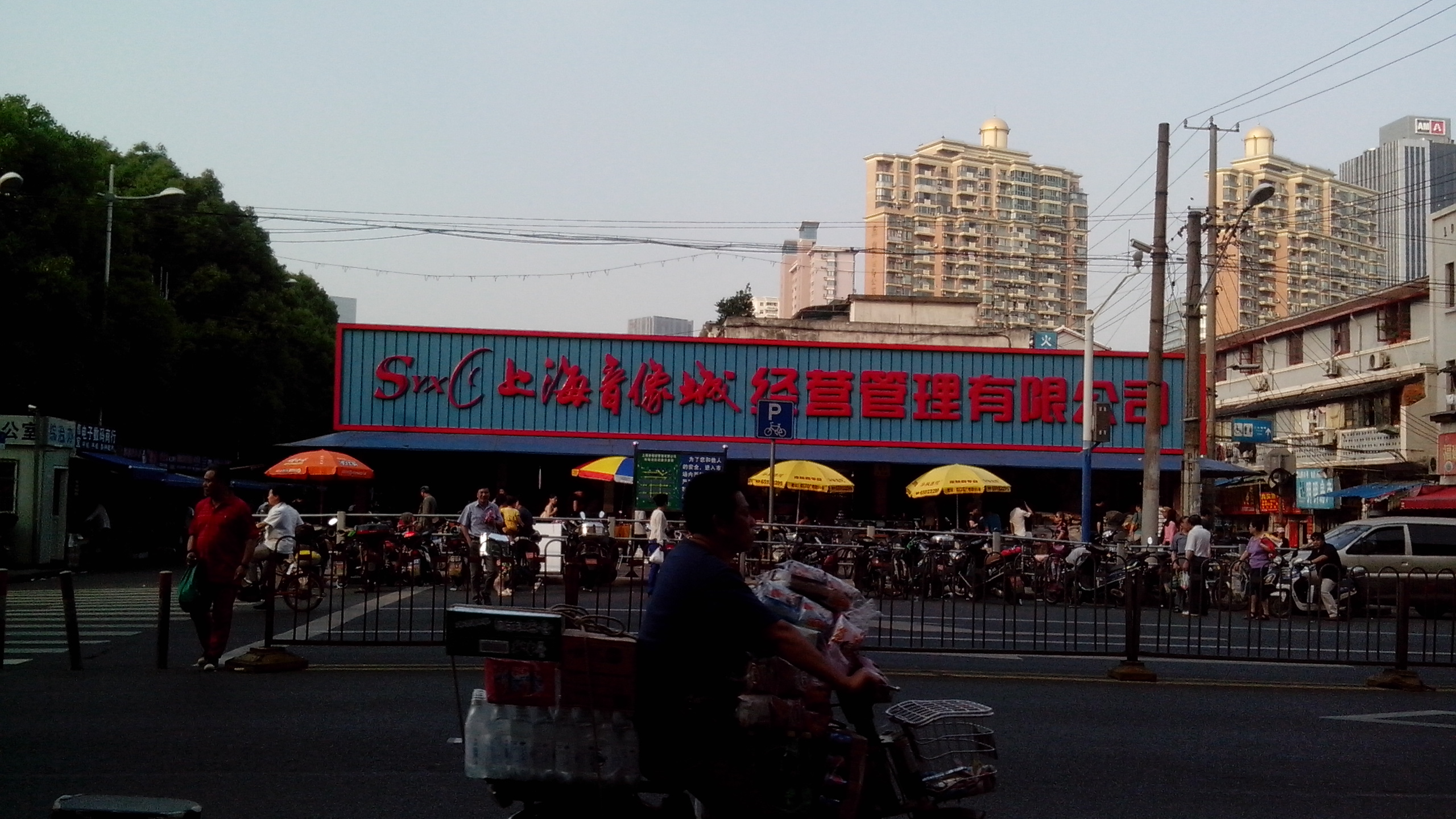
虬江路一处大型数码产品二手市场

随着1978年以后，传统政策的松动，到19八十年代初，企业自主权扩大，商场充分发挥既有商品买卖，又有修理；既有办理函购，又有代客打包运输特色。
进入1990年代后，虬江路逐步形成了以音响、电脑、电子设备为主的市场，陆续建成了虬富、恒森、富杰（已拆）、薪迈鹏（现为京大国际）、虬江路上海音像城（2005年開業）、赛格等几大市场，沿街商铺30余家，临时马路地摊不计其数。
随着进入21世纪以后，加之上海世博会的日益临近，政府开始逐步清理虬江路地区，并且在计划中提出：“落实结对共建规划，指导虬江路市场立足于文明经营、守法经商，完善共建目标，采取切实可行的措施，确保共建目标的实现。”
2018年5月15日起，四川北路街道與其他有關部門開始對虬江路進行聯合整治，大批商店關門歇業,至2022年底，大部分原先的二手商品市场建筑本体均已被拆除推平，仅剩新虬江数码商城仍在开业中。。2021年1月31日，虬江路上海音像城结束在虬江路的营业并动员部分商户一起並搬遷至轻纺市场。

## 交汇道路
- 四川北路
- 新广路
- 中州路
- 虬江支路
- 罗浮路
- 宝通路
- 宝昌路
- 宝山路
- 交通路
- 公兴路
- 会文路
- 民德路
- 西藏北路
- 育婴堂路
- 徐家宅路
- 新路
- 永兴小马路
- 共和新路